# Забравена
Забравена (на английски: Absentia) е американски драма-трилър сериал който дебютира през 2017 г. по AXN. Всички епизоди са заснети в България.
Стана Катик е не само звездата на „Забравена“, но и изпълнителен продуцент на продукцията. Тя участва в разработването на историята, в написването и в монтажа. 